# Flambage (cuisine)
Cet article concerne le procédé culinaire. Pour le phénomène mécanique, voir Flambage.
Le flambage est un processus de cuisson dans lequel de l'alcool est ajouté dans une poêle chaude pour se consumer en flammes. Cette technique est pratiquée dans beaucoup de cuisines du monde.

## Historique
L'histoire du flambage remonte aux Maures qui pratiquaient cette technique au XIVe siècle[réf. souhaitée]. En Angleterre, le plum pudding du XVe siècle était flambé au brandy. Il était alors composé de hachis de bœuf et de mouton, d'oignons et de fruits secs.
En Allemagne, le punch aux pinces de fer est un vin chaud épicé au-dessus duquel un pain de sucre arrosé de rhum est tenu avec des pincettes pour être enflammé. En Bohème, un morceau de sucre trempé dans l'absinthe était enflammé, caramélisé puis tombait dans l'alcool auquel était ajoutée un peu d'eau.

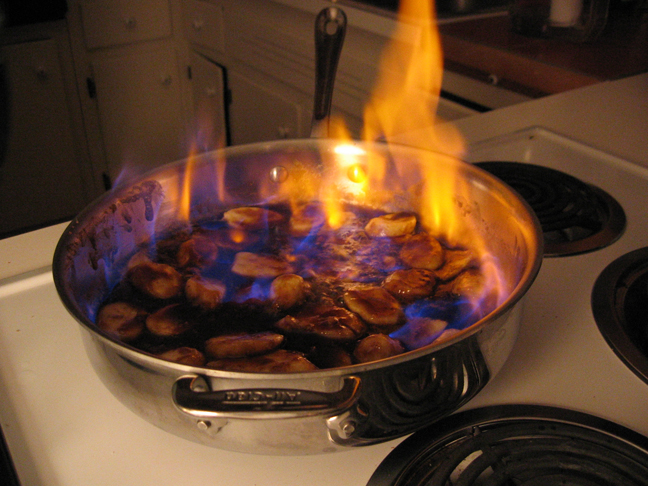
Bananes flambées.

Le flambage actuel a été découvert à Monte-Carlo en 1895 par Auguste Escoffier qui travaillait au Café de Paris. Lors de la venue du futur Édouard VII d'Angleterre, il eut la maladresse de renverser de la liqueur qui s'enflamma sur ses crêpes et l'intelligence de les présenter au prince de Galles sous le nom de crêpe Suzette en l'honneur de sa compagne,.
Cette technique fut très appréciée de la fin du XIXe siècle au début du XXe. Délaissé pendant un temps, l'art du flambage réapparut dans les années 1970, avant de disparaître progressivement face à la nouvelle cuisine.

## Technique

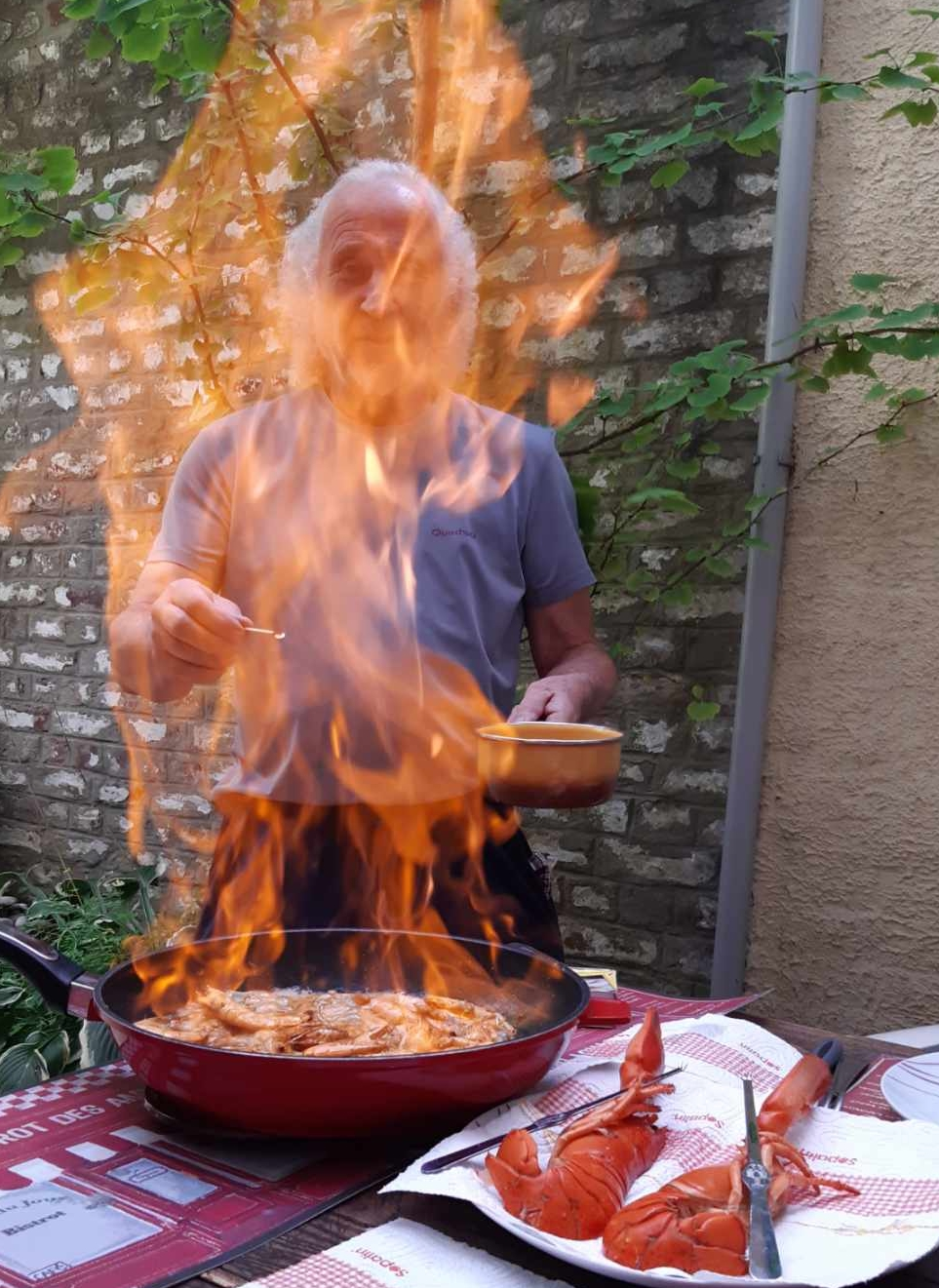
Flambage de gambas.

Le flambage modifie la chimie du mets. Flamber entraîne une perte d'alcool mais n’altère pas la concentration d'alcool. L'alcool bout à 78 °C, l'eau à 100 °C et le sucre caramélise à 170 °C. Flamber tous ces éléments combinés donne une réaction chimique complexe où la surface de l'alcool qui brûle dépasse 240 °C. Celui-ci est à la fois carburant et fournisseur d'arômes. Pour flamber, il doit titrer au moins 40°. Pour les arômes, le choix se porte sur un alcool en harmonie avec les mets.
Accords mets/alcools de différents flambages
| Différents flambages    | Différents flambages |
| ----------------------- | -------------------- |
| Mets                    | Alcools              |
| Bananes                 | Rhum agricole        |
| Pêches                  | Triple sec           |
| Ananas                  | Rhum agricole        |
| Pruneaux                | Armagnac             |
| Cerises                 | Kirsch               |
| Pommes                  | Calvados             |
| Crêpes                  | Cognac               |
| Bar ou loup grillé      | Pastis               |
| Daurade flambée         | Pastis               |
| Rognons de veau flambés | Cognac               |
| Steak au poivre         | Cognac               |

Le goût étant un sens très subjectif, tout un chacun ne peut discerner un changement de saveur. Certains expliquent que le flambage ne peut affecter de manière significative la saveur du mets. Cependant, un test réalisé à partir de deux lots de pommes caramélisées (un flambé, l'autre mijoté), a permis de remarquer que le « plat flambé était pour les adultes, l'autre pour les enfants ».